# Liepiai

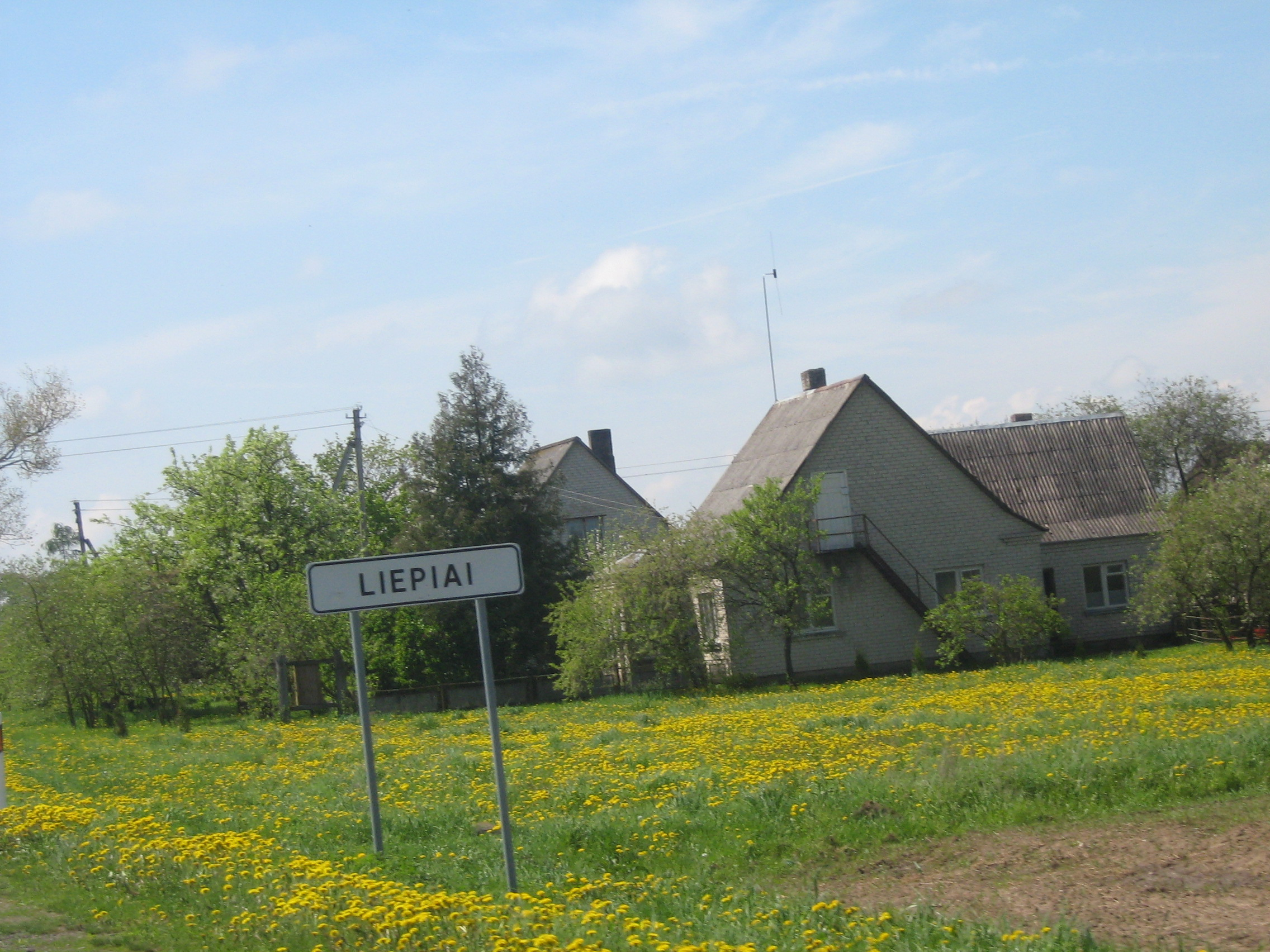
Ortseingang

Liepiai ist ein Dorf mit 378 Einwohnern (Stand 2011) in Litauen, im Amtsbezirk Bukonys, in der Rajongemeinde Jonava, 5 km nach Osten von Žeimiai, 3 km südlich von Petrašiūnai, an der Fernstraße nach Jonava. Es ist das Zentrum des Unteramtsbezirks. Es gibt eine Bibliothek, einen medizinischen Versorgungspunkt (medicinos punktas), ein Postamt (LT-55080) und zwei Agrarunternehmen (Žemės ūkio bendrovė).
1922 wurde die Grundschule errichtet. 